# Bhaktivinoda Thakur
Srila Bhakti Vinoda Takur, cuyo nombre real era Kedarnath Datta (Birnagar, India británica, 2 de septiembre de 1838-Calcuta, Imperio de la India, 23 de junio de 1914), fue un religioso y escritor bengalí.
A través de sus escritos, Bhaktivinoda se convirtió en una figura prominente entre los vaisnavas gaudiya (krisnaístas, o ‘visnuistas de Bengala’).

## Nombre sánscrito
- bhakti vinoda ṭhakkura, según la escritura AITS (alfabeto internacional de transliteración sánscrita).
- ठक्कुर, en letra devánagari.
- Etimología: ‘el caballero de los pasatiempos de la devoción’
  - bhakti: devoción a Dios
  - vinoda: pasatiempos
  - ṭhakkura: deidad adorable, apelativo honorífico. Según el sanscritólogo británico Monier Williams, es una deidad, objeto de reverencia, hombre de rango, jefe; es el moderno Thakur y Tagore (como Rabindranat Tagore) que se agregan a los nombres.[1]

## Biografía
Nació con el nombre de Kedarnat Datta en la ciudad de Birnagar (en la actual Bengala Occidental).
Su padre era Raya Krisna Ananda Datta y su madre Yagat Mojiní Deví.
Bhaktivinoda tuvo dos esposas. Su primera esposa Sayamani falleció en 1861. Dos meses más tarde se casó de nuevo con Bhagavati-devi y tuvo muchos hijos con ella, de los que sobrevivieron diez.
Uno de ellos fue Bimal Prasad Datta (más tarde Bhaktisiddhanta Sáraswati Prabhupada, el fundador del movimiento religioso Gaudiya Math y gurú de Bhaktivedanta Swami Prabhupada quien fue fundador del movimiento Hare Krishna.
Otro de sus hijos fue Lalita Prasad Datta (más tarde Lalita Prasad Thakur), quien también fue un gurú importante de Bengala.
Los dos hermanos estuvieron siempre en desacuerdo sobre cómo llevar a cabo los deseos de su padre: Bimal Prasad estaba más inclinado a la predicación y el restablecimiento del Varna Asram Dharma, en cambio Lalita Prasad estaba más inclinado a la meditación raganuga (el aspecto más esotérico de la religión gaudiya vaisnava, o visnuismo de Bengala).
Bhaktivinoda fue de los primeros escritores vaisnavas que presentó las enseñanzas del religioso bengalí Chaitania (1486-1534) en idioma inglés.
Bhaktivinoda eligió como gurú y tomó iniciación (diksa) de Bipin Bihari Goswami, descendiente de la familia de Vamsi Vadana Thakur, un compañero de Chaitania que fue iniciado por Shajnava, la esposa de Nitiánanda (el amigo más íntimo de Chaitania).
En su autobiografía, titulada Swa-likhita yivani (‘vida escrita por uno mismo’), Bhaktivinoda narra que rezó mucho para encontrar al mejor gurú, y finalmente se le apareció el propio Chaitania en sueños y lo dirigió hasta Bipina Bihari.
Bhaktivinoda más tarde aceptó un segundo gurú, Yáganat Dasa Bábayi, quien decía tener 135 años.
En 1908, Bhaktivinoda aceptó la bábayi vesh (ropa de santón) y adoptó el estilo de vida de un renunciante.
Continuó viajando entre Calcuta y Puri hasta 1910.
Vivió tranquilamente sus últimos cuatro años en su casa.
Falleció a los 75 años.
Sus restos fueron enterrados en Godruma, una de las nueve islas de Navadwip.

## Obras

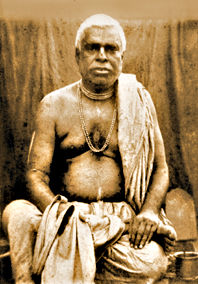
Bhaktivinoda Thakur.

- 1850: Hari katha: topics of Lord Hari
- 1851: Sumbha-Nisumbha yuddha
- 1857-1858: Poriade (la Poríada, las hazañas del rey Puru).
- 1860: Mathas of Orissa
- 1863: Vijana grama
- 1863: Sannyasi
- 1863: Our wants
- 1866: Valide rejishtri
- 1866: Speech on Gautama
- 1869: The Bhagavat: its philosophy, its ethics, and its theology
- 1870: Garbha stotra vyakhya
- 1871: Reflections
- 1871: Thakura Haridasa
- 1871: The temple of Jagannatha at Puri
- 1871: The monasteries of Puri
- 1871: The Personality of Godhead
- 1871: A beacon of light
- 1871: Saragrahi vaisnava
- 1871: To love God
- 1871: The atibadis of Orissa
- 1871: The marriage system of Bengal
- 1872: Vedanta adhikarana mala
- 1874: Datta kaustubham
- 1876: Datta vamsa mala
- 1878: Bauddha vijaya kavyam
- 1880: Sri Krisna samhita (donde afirmó que el Ramaiana había sido compuesto

hacia el siglo V a. C., y el Bhágavata-purana hacia el año 900 d. C.
- 1881: Sri sajjana toshani (revista mensual)
- 1881: Kalyana kalpataru
- 1883: Review of «Nitya rupa samsthapanam» (‘revisión del texto «fundador eterno Rupa»’)
- 1885: Visva vaisnava kalpatari
- 1886: Dasopanishad churnika
- 1886: Bhavavali (comentario)
- 1886: Rasika rañjana (comentario sobre el Bhagavad-guitá)
- 1886: Sri Chaitanya-siksamrita
- 1886: Prema-pradipa
- 1886: Published Sri-Visnu-sajasra-nama
- 1886: Manah siksa (traducción al inglés y comentarios)
- 1887: Sri Chaitanya upanishad (comentario)
- 1887: Sri Krisna vijaya (publicado)
- 1888: Vaisnava siddhanta mala
- 1890: Sri amnaya sutram
- 1890: Siddhanta darpanam (traducción al bengalí)
- 1890: Sri Navadvipa dhama mahatmya
- 1891: Sri Godruma Kalpatari (essays on nama hatta)
- 1891: Vidvad ranjana (comentario sobre el Bhagavad Gita)
- 1892: Sri harinama
- 1892: Sri nama
- 1892: Sri nama tattva siksastaka
- 1892: Sri nama mahima
- 1892: Sri nama prachara
- 1892: Sriman Mahaprabhura siksa
- 1893: Tattva viveka o Sri sat-chid-ananda-anubhutih
- 1893: Saranagati
- 1893: Gitavali
- 1893: Gitamala
- 1893: Soka satana
- 1893: Nama bhajana
- 1894: Tattva sutram
- 1894: Vedarka didhiti (comentario sobre el Sri Isopanishad)
- 1894: Tattva muktavali o Mayavada satadushani (traducción y publicación)
- 1895: Amrita pravaha bhashya (comentario sobre el Chaitania charitamrita)
- 1896: Sri Gauranga lila smarana mangala stotram
- 1896: Sri Ramanuja upadesa
- 1896: Jaiva dharma
- 1896: Sri Chaitanya Mahaprabhu, his life and precepts
- 1897: Brahma samhita (comentario)
- 1898: Sri Goloka mahatmya (traducción al bengalí del Brijad bhagavatamrita)
- 1898: Sri Krisna karna amritam (traducción)
- 1898: Piyusha varshini vritti (comentario sobre el Upadesamrita)
- 1899: Sri bhajana amritam (traducción y comentario)
- 1899: Sri Navadvipa bhava taranga
- 1899: The hindu idols
- 1900: Sri harinama chintamani
- 1901: Sri bhagavata arka márichi mala
- 1901: Sri sankalpa kalpadruma (traducción al bengalí)
- 1902: Sri bhajana rahasya
- 1906: Sri prema vivarta (publicado)
- 1907: Svaniyama dvadasakam